# Барскова, Полина Юрьевна
Поли́на Ю́рьевна Барско́ва (род. 4 февраля 1976, Ленинград) — русский поэт и филолог, живущая в США. Лауреат ряда литературных премий, в том числе Премии Андрея Белого (2015, за первую книгу прозы «Живые картины»).

## Биография
Окончила филологический факультет Санкт-Петербургского университета по кафедре классической филологии. С 1998 в США, доцент Калифорнийского университетеа (Беркли); научная работа посвящена русской прозе 1930-х годов (Вагинов, Егунов и другие) и ленинградской культуре периода блокады. Преподавала русскую литературу в Хэмпшир-колледже в Амхерсте.
Творческая биография Барсковой — редкий пример поэта-вундеркинда, который, повзрослев, не потерялся на литературной сцене: как указывает Валерий Шубинский,

Юношеский голос Барсковой был слишком искажён помехами (то кокетством, то нарочитой и неорганичной грубостью, то образной мешаниной), чтобы его можно было расслышать, а обстановка раннего и, скажем прямо, не вполне заслуженного успеха не способствовала взыскательности к себе. Голос, однако, от природы был достаточно силён, чтобы, достигнув зрелости, пробиться сквозь все посторонние шумы. Кое-где он пробивался уже пять лет назад, но несравнимо реже. Сейчас он слышен почти постоянно — густое, чувственное сопрано, взволнованное, но умеющее быть и спокойным.

Барскова, по-видимому, унаследовала поэтический дар от своего биологического отца, Евгения Рейна. Барскова занималась в литературном объединении под руководством Вячеслава Лейкина, где испытала сильное влияние своего старшего товарища Всеволода Зельченко. Первая книга Барсковой вышла в 1991, в том же году она стала Лауреатом Всесоюзного фестиваля молодых поэтов. За этим последовали ещё пять сборников, первое место в сетевом литературном конкурсе «Тенёта» (1998), премия «Москва—транзит» (2005).
В ранних стихах Барсковой чувствовалось влияние поздних романтиков, особенно французских (Бодлер, Лотреамон, Рембо): Дмитрий Кузьмин отмечал, что

Это очень чувственная (хотя и осторожная в непосредственном обращении к сексуальным темам) поэзия романтического склада, сочетанием мрачноватого колорита с сильным эмоциональным напряжением не слишком похожая на более сдержанную, как правило, петербургскую поэзию последних десятилетий, — впрочем, в чём-то можно усмотреть близость интонаций Барсковой с ранним творчеством её (биологического) отца, одного из известнейших российских поэтов Евгения Рейна, а ещё больше — с кругом не столь известных авторов рубежа 1960—1970-х (Александр Миронов, Александр Ожиганов), предпринявших последнюю попытку создать на русской почве аналог французских «проклятых поэтов», в своё время пропущенных в России по причине свойственной Некрасову и его последователям преувеличенной озабоченности социально-политическими проблемами.

В 2000 г. Барскова характеризовала свою поэтику следующим образом:

Для кого-то я наследую модерну и Питеру, надменности и чеканности, для кого-то я скандальна, вульгарна, сентиментальна, бульварна, небрежна, бесстыдна, пуста. Пусть каждый находит то, что ему нужно.

Высказывались также суждения о заметном влиянии на Барскову поэзии Иосифа Бродского, на которые Барскова отвечала:

Иосиф Бродский не является для меня ни кумиром, ни учителем. Скорее тем, чем он сам, пожалуй, хотел быть: языковой средой. <…> Можно себе представить такие же отношения с Библией или у античных школьников — с Гомером. <…> Говорить на языке Бродского сейчас значит говорить на языке русской поэзии.

Впрочем, уже в 2000 г. Данила Давыдов утверждал, что «Барскова, кажется, расправилась с этой авторитарной интонацией». К 2006 г. изменилась и позиция самой Барсковой по отношению к Бродскому, и, отвечая на анкету журнала «Воздух» о сегодняшнем восприятии Бродского, она заявила:

Полуторагодовалая Фрося любит задумчиво постоять в моих башмаках 41-го размера, но бегать в них ей неудобно. Фрося из башмаков вылезает и начинает увлекательно и опасно передвигаться босиком. Старые башмаки, котурны, термины новой литературе не подходят: система, в которой присутствие поэтического гиганта служило зонтом, компасом, наркотиком, оправданием, утешением, оружием, вибратором, — ушла.

В последние годы работает над книгой Петербург в блокаде: эстетика города как перечитывание, фрагменты которой публиковались в российской периодике (Неприкосновенный запас, Новое литературное обозрение).

## Книги
- Рождество. — Л., 1991.
- Полина Барскова. Раса Брезгливых. — М.: АРГО-РИСК, 1993. — 56 с. — (Библиотека молодой литературы). — ISBN 5-900506-03-7.
- Полина Барскова; Mette Dalsgaard (пер.). Memory. — C параллельными текстами на английском языке. — Denmark: Edition After Hand, 1997. — 57 с. — ISBN 9788787489614.
- Полина Барскова. Эвридей и Орфика. — СПб.: Пушкинский фонд, 2000. — 72 с. — (Автограф, [вып. 38]). — ISBN 5-89803-049-2.
- Полина Барскова. Арии. — СПб.: Пушкинский фонд, 2001. — 64 с. — (Автограф, [вып. 53]). — ISBN 5-89803-087-5.

- Полина Барскова. Бразильские сцены. — М., Тверь: АРГО-РИСК; KOLONNA Publications, 2005. — 72 с. — («Воздух», [вып. 7]). — ISBN 5-94128-112-9.
- Полина Барскова, Илья Каминский (пер.). Бродячие музыканты / Travelling Musicians. — Bilingual selected poems. — М.: Юность, 2007. — 48, 56 с. — ISBN 5-88653-086-X, 5-88653-087-8.
- Полина Барскова. Прямое управление. — СПб.: Пушкинский фонд, 2010. — 78 с. — ISBN 978-5-89803-204-3.
- Полина Барскова. Сообщение Ариэля (2006—2010). — М.: Новое литературное обозрение, 2011. — 88 с. — ISBN 978-5-86793-834-5. Архивировано 21 марта 2015 года. Шорт-лист премии Андрея Белого.
- Полина Барскова. Живые картины. — СПб.: Издательство Ивана Лимбаха, 2014. — 176 с. — 1500 экз. — ISBN 978-5-89059-219-4.
- Полина Барскова. Хозяин сада. — СПб.: Книжные мастерские, 2015. — 120 с. — (Новые стихи. Практика). — 300 экз. — ISBN 978-5-905586-15-6.